# Time table
Time table is een nummer van Genesis. Het is de tweede track van hun vierde studioalbum Foxtrot. Zoals voor bijna alle composities toen, vermeldden de credits het als een groepscomposities van Peter Gabriel, Steve Hackett, Mike Rutherford, Tony Banks en Phil Collins. Alhoewel alle leden inderdaad vermoedelijk hebben bijgedragen aan Time table, is de hand van Tony Banks het duidelijkst terug te vinden, aldus Daryl Easly (biograaf van Peter Gabriel).
Chris Welch  van Melody Maker vond het nummer een verademing, nadat het album nogal zwaar werd aangezet met Watcher of the skies vol met mellotronklanken. In dit nummer is de elektrische piano, die een veel lichtere klank heeft, te horen. Het nummer ontbeert de voor Genesis gebruikelijke tempo- en maatwisselingen. Wel staat het nummer bol van de modulaties. In het midden- en eindspel verandert de toonsoort constant. Banks zag geen mogelijkheid de laatst opeenvolgende reeks te laten oplossen tot een slotakkoord.
Het nummer handelt over vervlogen tijd. Men vindt een oude met sneden beschadigde eiken tafel, ooit vermoedelijk toebehorend aan etende en feestende koningen en koninginnen en helden ("tells a tale of times when kings and queens sipped wine"). Tijden van eer en vorming van legendes, omdat eer hoger werd ingeschat dan leven. Rechtspraak was ook veel simpeler; er werd beslist aan de hand van lans en zwaard. Als de tafel teruggevonden wordt is ze grotendeels vergaan ("a dusty tabel, musty smells") waaraan alleen nog ratten snuffelen.
Easly vond het voorts nog een van de meest onderschatte liedjes uit het Gabrieltijdperk; hij wees er tevens op dat het nummer de klank heeft van Banks-composities uit de latere jaren zeventig toen Gabriel al vertrokken was.